# コノリーレザー

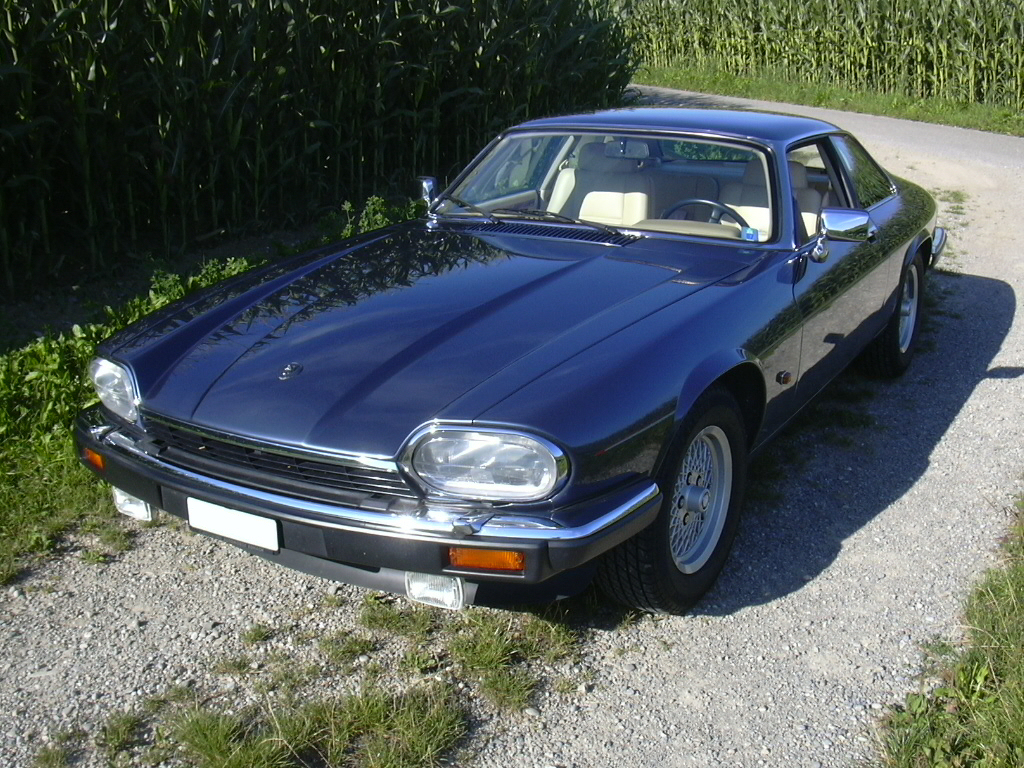
ジャガー・XJSはコノリーレザーインテリアの典型的な利用車だった

コノリーレザー（Connolly Leather）は、主に英国高級自動車の内装やシートなどに使われている品質に優れた皮革のこと。コノリー社（英）が製造を行っている。エリザベス２世女王によりレザータンナーとメーカーとして栄誉を授かり英国王室御用達となった。その後、レザーグッズやアパレル製品などへと展開を拡げている。2018年で140年の歴史を持つ。

## 歴史

### コノリー社の歴史と変遷
1878年 ジョン・ジョセフとサミュエル・フレデリック・コノリーによって創業。当時は乗馬用の鞍づくりなどを手掛ける小さな家族経営の会社として出発した。
1902年 エドワード7世から依頼された戴冠式に使う馬車の内装を製作したのをきっかけに自動車産業へ進出。（この馬車は2011年4月のウイリアム王子とキャサリン妃の結婚式でも使用された）ロールス・ロイス、ベントレー、アストンマーティン、ジャガー、ダイムラー、ランドローバーなどの英国高級車に品格と耐久性を兼ね備えた革のシートを提供していた。
英国車以外では、フェラーリ、マセラッティ、リンカーン、レクサス、日産など。
その後、自動車業界にとどまらず、インテリアデザインの分野に進出。ドイツの著名な建築家であるミス・ファン・デル・ローエの椅子、英国国会議事堂の議席、大英図書館の机やイームズのリラックスチェア、コンコルドのシートや英国の豪華客船クイーンエリザベス２世号の製作にも関わる。第二次世界大戦で使用されたスーパーマリン・スピットファイアでも使用され、英国王室御用達 ロバーツ社のレトロデザインのトランジスタラジオ等でも使用されている。
1995年 高級車で培ってきたノウハウを活かしクラシックカーの内装やシートだけではなく、ヘルメットやゴーグルなどのモータースポーツ用品やレザーグッズを開発して小売りビジネスをスタート。ロンドンのベルグレイビアにブティックをオープン（現在閉店）。店舗のデザインはフランスを代表するインテリアデザイナー、アンドレ・プットマンによるもの。英国のラグジュアリー文化を体現するブティックとして存在した。
2000年 現オーナー、イザベル・エッティギィの夫、ジョン・エッティギィによって（ジョセフ社の創業者）コノリー社創業家より営業権を取得。さらにビジネスを拡大すべく、ロンドンのコンデュイストリートにブティックを移転。2010年、ジョン・エッティギィの逝去により閉店を余儀なくされた。
2016年10月、夫の後を引き継ぎ、イザベル・エッティギィがオーナーとなり、再びブランディングされ、ロンドン・クリフォードストリートにブティックをオープンした。建物はロンドン・メイフェアー地区にあり、由緒あるジョージアン様式の建物。
伝統と実績を活かし、スポーツカーのインテリア分野へも再び進出している。
- 2016年　アルファ ロメオ 「ディスコ・ヴォランテ・スパイダー」（1950年代に製作された幻のモデルの新作。限定７台の超貴重モデル）エアロダイナミクス性能を極限まで追求した美しいフォルムが特徴。イタリア語で「空飛ぶ円盤」と称されている。
- 2017年　1947年に設立されたフェラーリ社創立70周年記念モデル（５モデルをベースに1台１台、全てデザインが異なる特別仕様の350台を製作）が多くの話題と注目を集めるなど、かつての匠の技術を甦らせている。

## コノリーレザーの品質
英国並びに世界の名だたる高級車には、コノリーレザーが使われてきた。厳選された素材を使い、独自の製法で鞣されたレザーは滑らかな手触りと風合いで使うほどに味わいが増してゆく。その後、車以外の分野へ製品を拡げたことは、その評価の高さを物語っている。

## コノリー社　主な展開商品
オーナー、イザベル・エッティギィの監修のもと、英国高級車のシート製造で培った品格とヨーロッパの品格と様式に相応しい高級アイテムがメインとなっている。（http://connollyengland.com/collection/）
コノリーレザーを使ったモータースポーツをイメージさせるヘルメットやゴーグル、レザーグローブが揃うドライビング・コレクション。ブリーフケースやボストンバッグ、ウォレット、トラベルグッズをはじめとしたレザーグッズ。スポーツタイプのジャケット、コートやカシミアのニットウェアなどのクラシック・コレクションをメンズ・ウィメンズで展開している。